# Lamprops fasciatus
Lamprops fasciatus is een zeekommasoort uit de familie van de Lampropidae. De wetenschappelijke naam van de soort werd in 1863 voor het eerst geldig gepubliceerd door Georg Ossian Sars.